# Sångsparv
Sångsparv (Melospiza melodia) är en medelstor brunfärgad amerikansk tätting, numera placerad i familjen amerikanska sparvar. Den är vida spridd i Nordamerika. I Europa är den en sällsynt gäst, med bland annat ett fynd i Sverige. IUCN kategoriserar den som livskraftig.

## Kännetecken

### Utseende
Sångsparven är en medelstor fältsparv som mäter 13–15 centimeter. Adulta individer har mörkstreckad brun ovansida och distinkt mörkstreckad ljus undersida med en extra tydlig mörkbrun fläck på mitten av bröstet. De har brun hjässa och en lång brun rundad stjärt. Ansiktet är grått, med tydligt brunt strupsidstreck, mustaschstreck, tygel och hjässidband och med ett ljusare grått smalt centralt hjässband. Arten delas upp i en mängd underarter som skiljer sig både i storlek och dräkt, men inte i sång.

### Läte
Hanen har en melodisk och ganska komplex sång som den använder för att hävda revir och för att attrahera honor. Sången består av en kombination av upprepade toner, snabba enstaka toner och drillar. Sången är klar och precis och är lätt att urskilja. Den brukar en mängd olika typer av sånger, upp till 20 olika, och med en stor mängd improviserade variationer av dessa sånger men den upprepar oftast samma sångstrof många gånger innan den byter till en annan sång.
Det vanligaste är att den unga fågeln lär sig sin sång av en handfull adulta sångsparvar som har intilliggande revir. Den lär sig lättast sånger som delas av flera fåglar i grannskapet. Till slut väljer den ett revir nära, eller övertar ett revir av, en individ som den lärt sig sången av.

## Utbredning och taxonomi
Sångsparven häckar lokalt i Alaska och i Mexiko och över stora delar av Kanada och USA. De sydliga populationerna och de nordliga populationerna utmed västkusten är stannfåglar medan de nordliga inlandspopulationerna är flyttfåglar som övervintrar i södra USA och Mexiko. Den är en mycket sällsynt gäst i Västeuropa och har observerats vid några tillfällen i Storbritannien, och vid ett tillfälle vardera i Norge och Schweiz, samt två fynd i Sverige.

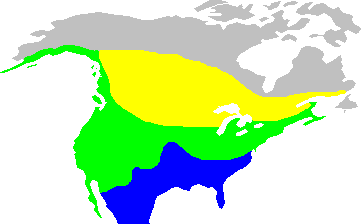
Gult - Endast häckningsområde
Grönt - Förekommer året runt
Blått - vinterkvarter

### Taxonomi
Sångsparven tillhör det lilla fältsparvssläktet Melospiza tillsammans med de två arterna kärrsparv (M lincolnii) och träsksparv (M.  georgiana). Det är en av de arter i Nordamerika som delas upp i flest underarter. 52 underarter har beskrivits, varav 26 erkänns av Clements et al. 2021:
- melodia/atlantica-gruppen
  - Melospiza melodia melodia – nordöstra British Columbia till östra Kanada och nordöstra Montana till norra Arkansas och västra North Carolina; övervintrar söderut till Texas, sydöstra USA och Florida
  - Melospiza melodia atlantica – kustnära New York (Long Island) till North Carolina; vintertid till norra Georgia
- sanaka/maxima-gruppen
  - Melospiza melodia maxima – Aleuterna (Attu till Atka)
  - Melospiza melodia sanaka – Aleuterna (Seguam till Unimak, Sanak till Amak)
- rufina-gruppen
  - Melospiza melodia insignis – Kodiaköarna (Sitkalidak till Barren Islands) och närliggande Alaskahalvön
  - Melospiza melodia kenaiensis – kustnära södra Alaska (Cook Inlet till Copper River)
  - Melospiza melodia caurina – kustnära sydöstra Alaska (Yakutat Bay till Cross Sound); vintertid till norra Kalifornien
  - Melospiza melodia rufina – yttre öarna i sydöstra Alaska till centrala British Columbia; vintertid till västra Washington
  - Melospiza melodia morphna – sydvästra British Columbia till sydvästra Oregon, vintertid till centrala Kalifornien
- montana/merillii-gruppen
  - Melospiza melodia merrilli – sydöstra Alaska (Glacier Bay) och centrala British Columbia till sydvästra Alberta och nordvästra Montana; vintertid till centrala Kalifornien och norra Mexiko
  - Melospiza melodia montana – östra Oregon och nordöstra Kalifornien till centrala Montana, västra Colorado, nordöstra Arizona, norra New Mexico; vintertid till centrala Kalifornien och nordvästra Mexiko
- heermanni-gruppen
  - Melospiza melodia cleonensis – sydvästligaste kustnära Oregon till norra Kalifornien (västra Mendocino County)
  - Melospiza melodia gouldii – kustnära centrala Kalifornien (Mendocino County till norra San Benito County)
  - Melospiza melodia maxillaris – brackvattenträsk i centrala Kalifornien (Suisan Bay)
  - Melospiza melodia heermanni – centrala och sydvästra Kalifornien (inklusive Central Valley) samt nordvästra Baja California
  - Melospiza melodia graminea – Channel Islands (San Clemente, San Miguel, Santa Cruz, Santa Rosa, Anacapa, tidigare även Santa Barbara) utanför södra Kalifornien samt ögruppen Los Coronados väster om Baja California
- Melospiza melodia samuelsis – saltträsk i centrala Kalifornien (San Pablo och San Francisco Bay)
- Melospiza melodia pusillula – saltträsk i centrala Kalifornien (södra sidan av San Francisco Bay)
- fallax-gruppen
  - Melospiza melodia fallax – södra Nevada till sydvästra Utah samt sydöstra Kalifornien till nordvästra Baja California och nordöstra Sonora
  - Melospiza melodia rivularis – sydcentrala Baja California
  - Melospiza melodia goldmani – Sierra Madre Occidental i västra Mexiko (El Salto-området i Durango)
- mexicana-gruppen
  - Melospiza melodia mexicana – våtmarker i centrala Mexiko (Hidalgo, Tlaxcala, Puebla, Distrito Federal och México)
  - Melospiza melodia villai – centrala Mexiko (övre Río Lerma), sydöstra Guanajuato och nordvästra Michoacán
  - Melospiza melodia adusta – centrala och sydvästra Mexiko (Río Lerma från Lago Yuriria till södra Guanajuato och Lago Pátzcuaro i Michoacán)
  - Melospiza melodia zacapu – sydvästra Mexiko (Zacapu-regionen i norra Michoacán och Laguna Chapala)

## Ekologi

### Biotop
Sångsparven är generalist i sitt val av habitat, men den föredrar buskiga områden och våtmarker, inklusive saltträsk. De trivs även i närheten av människan, som i förorter, i utkanten av uppodlad mark och utefter dikesrenar.

### Föda
Sångsparven födosöker på marken, i buskage eller i mycket grunt vatten. De lever främst av insekter och frön, men populationer som lever vid saltträsk äter även mindre kräftdjur.

### Häckning
De placerar sitt skålformiga bo på en skyddad plats direkt på marken eller i ett träd eller buske. De lägger i genomsnitt tre till fyra ägg som är grönvita med bruna fläckar. Kullar på två till sex ägg förekommer. Äggen ruvas av honan i tolv till 14 dagar. Båda föräldrarna tar hand om ungarna som är flygga efter nio till tolv dagar.

## Status och hot
I sin helhet har sångsparv ett mycket stort utbredningsområde och en stor global population, men minskar i antal, dock inte tillräckligt kraftigt för att anses vara hotad. Internationella naturvårdsunionen IUCN klassificerar den som livskraftig (LC). Ett antal av underarterna är dock hotade, som mailliardi, maxillaris, samuelis och pusillula. Världspopulationen uppskattas till 130 miljoner vuxna individer.

## Bildgalleri

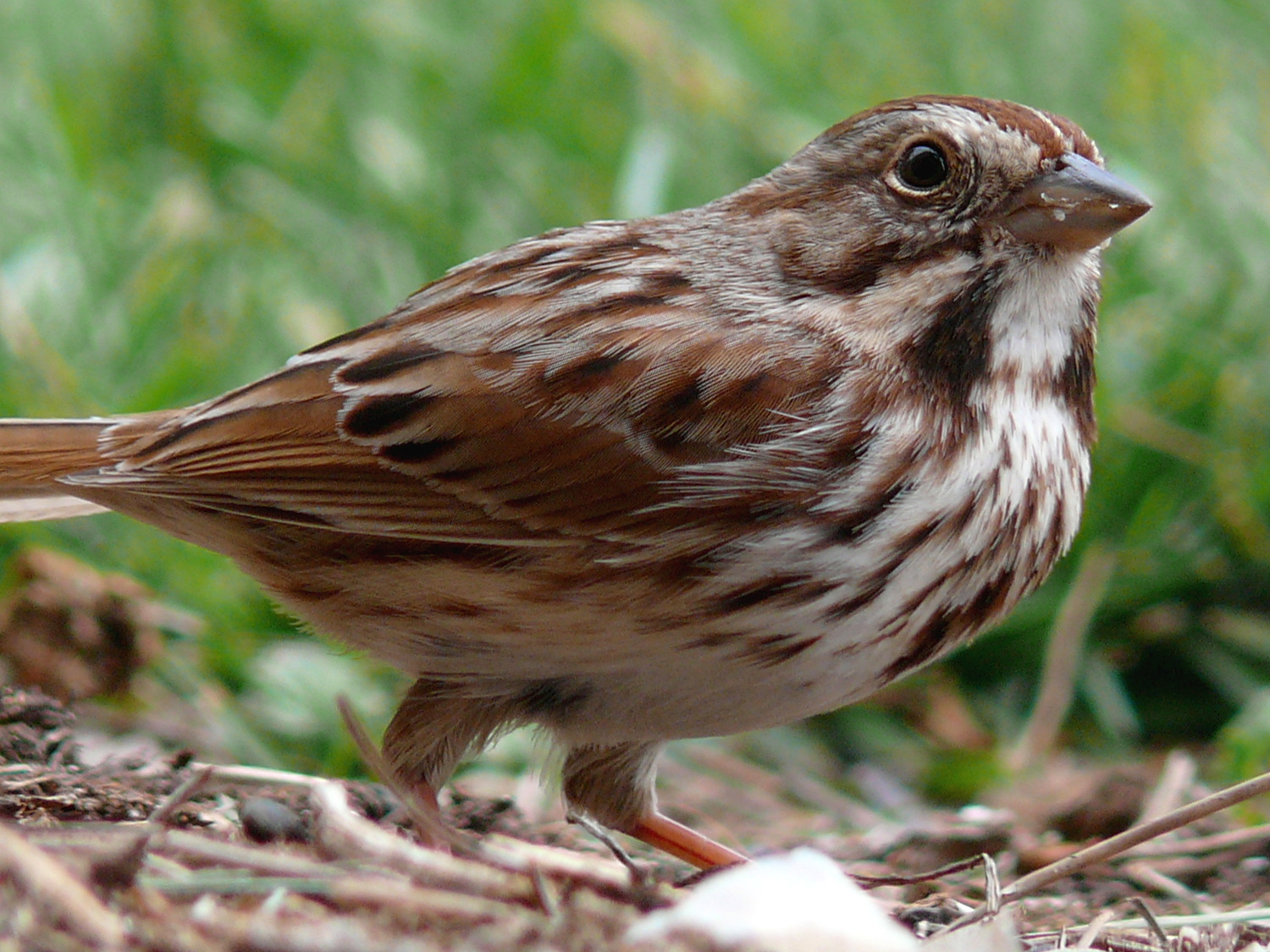
Sångsparv av nominatformen melodia
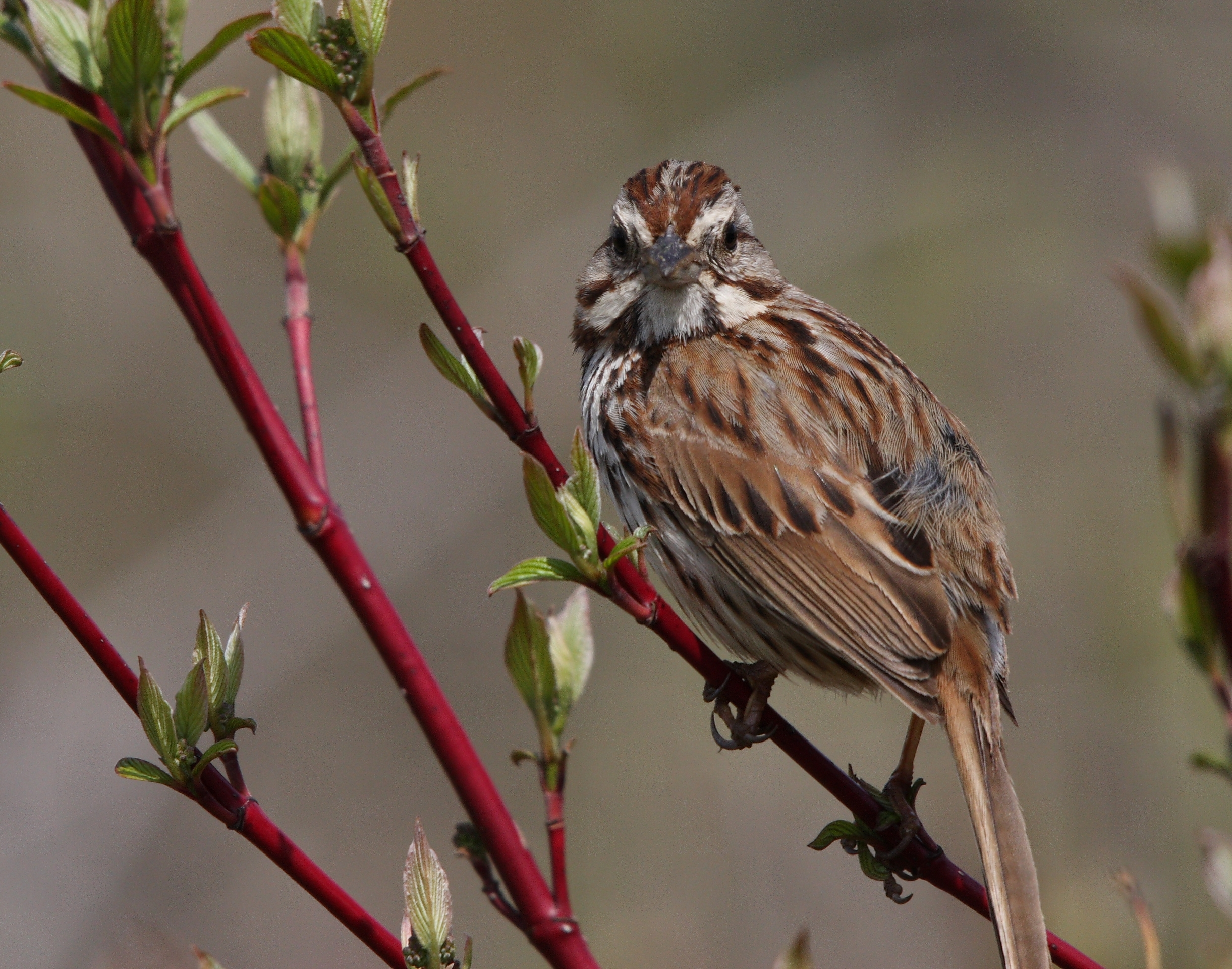
Sångsparv fotograferad i Québec, Kanada
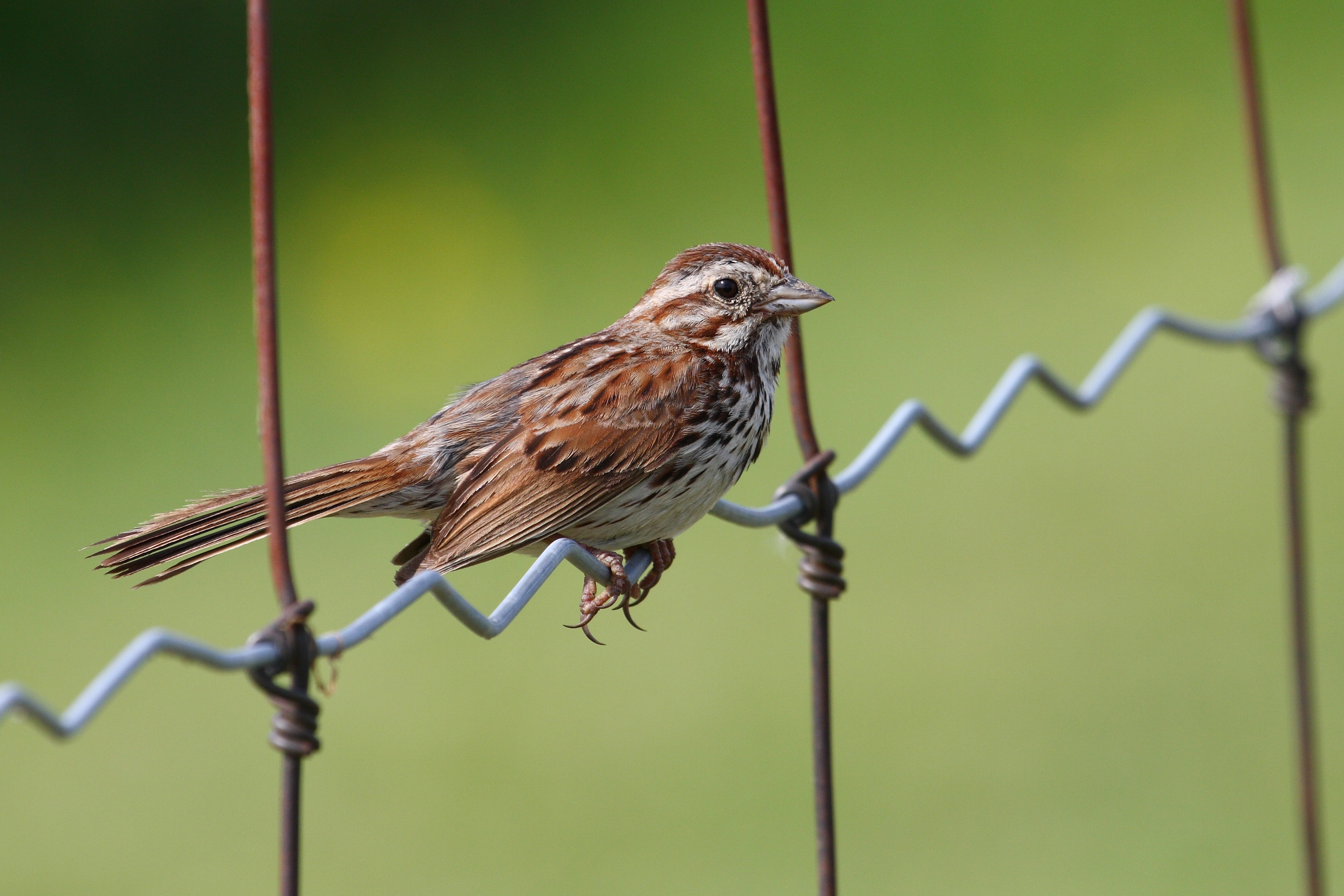
Sångsparv fotograferad Québec, Kanada
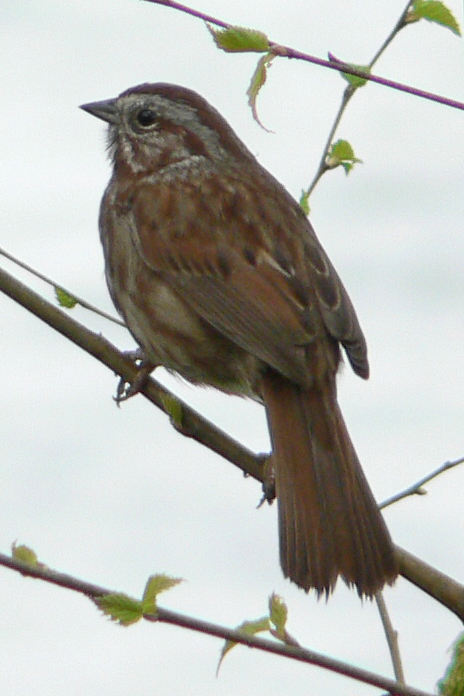
Sångsparv i Springfield, Oregon. Förmodligen M. m. cleonensis eller phaea-hybrid.
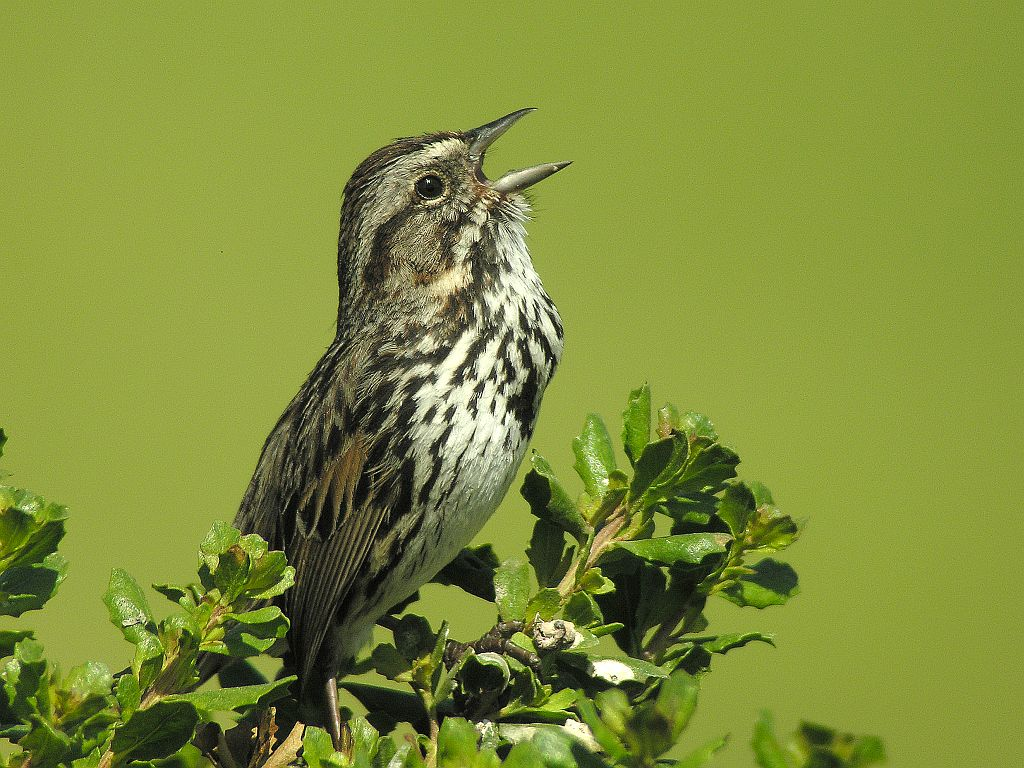
Sjungande hane